# Icius abnormis
Icius abnormis là một loài nhện trong họ Salticidae.
Loài này thuộc chi Icius. Icius abnormis được J. Denis miêu tả năm 1958.